# Staronordijski jezik
Staronordijski jezik je sjevernogermanski jezik kojim su govorili stanovnici Skandinavskog poluotoka i njihovih prekomorskih posjeda u Vikinškom dobu, sve do oko 1300. godine.
Pranordijski jezik razvio se u staronordijski jezik prije 8. stoljeća. Staronordijski se potom razvijao u suvremene sjevernogermanske jezike sve do 14. stoljeća. Ova datiranja konačna prijelaza u idući stupanj razvitka nisu čvrsta, jer su nađeni povijesni izvori na staronordijskom koji su nastali duboko u 15. stoljeću.
Staronordijski se dijelio na tri dijalekta: istočni staronordijski dijalekt, zapadni staronordijski dijalekt i starogutnijski dijalekt. Zapadni i istočni dijalekt tvorili su dijalekatni kontinuum. Nije postojala jasna zemljopisna granica među njima. Tragovi istočnog dijalekta nađeni su u istočnoj Norveškoj, a zapadnog u zapadnoj Švedskoj. Većina govornika koji su govorili istočnim dijalektom živjeli su na prostoru današnje Danske i Švedske. Starogotlandski je dijalekt bio nejasnija dijalektna grana. Ponekad ga se pribraja istočnom dijalektu zbog zemljopisnih razloga (Gotland). Razvijao se kao istočni i zapadni dijalekt, ali je imao i vlastite osobine svojstvene samo njemu.

## Vanjske poveznice
- Inkubator Wikipedije na staronordijskom jeziku